# Umowa kontraktacji
Umowa kontraktacji – rodzaj umowy cywilnoprawnej, mającej charakter umowy konsensualnej, odpłatnej, wzajemnej i zobowiązującej, przez którą producent rolny zobowiązuje się do wytworzenia i dostarczenia produktów rolnych określonego rodzaju kontraktującemu – drugiej stronie umowy, ten ostatni zaś obowiązany jest do odebrania ich w umówionym terminie i zapłacenia ceny. Dodatkowo umowa lub przepisy szczególne mogą nakładać na kontraktującego obowiązek wykonania dalszych świadczeń. Tymi świadczeniami mogą być w szczególności: zapewnienie producentowi możliwości nabycia określonych środków produkcji i uzyskania pomocy finansowej, pomoc agrotechniczna i zootechniczna, premie pieniężne, premie rzeczowe. Nie jest to katalog zamknięty, ma charakter przykładowy, umowa może zawierać także inne zastrzeżenia.
W polskim systemie prawnym umowę kontraktacji regulują art. 613–626 k.c.
Stronami umowy są producent rolny, będący osobą fizyczną, prawną (w tym spółdzielnia rolników), jednostką organizacyjną nieposiadającą osobowości prawnej, grupą producentów rolnych, związkiem grup producentów rolnych lub związkiem spółdzielni rolników, i kontraktujący. Kontraktującym może być osoba fizyczna, prawna lub jednostka organizacyjna nieposiadająca osobowości prawnej. Jeżeli umowa kontraktacji dotyczy maku i konopi, kontraktującym może być tylko przedsiębiorca posiadający zezwolenie wojewody.
Producent rolny ma obowiązek wytworzyć i dostarczyć oznaczoną ilość produktów rolnych określonego rodzaju. Ma też umożliwić kontraktującemu nadzór i kontrolę nad wykonywaniem umowy oraz – jeżeli taki obowiązek wynika z umowy – zgłosić w ustalonym terminie niemożność dostarczenia przedmiotu kontraktacji wskutek okoliczności, za które nie ponosi odpowiedzialności.
Z kolei do obowiązków kontraktującego należy odebranie produktów w umówionym terminie, zapłacenie umówionej ceny, spełnienie świadczeń dodatkowych przewidzianych przez umowę lub przepis szczególny oraz przyjęcie świadczenia częściowego, chyba że przedmiot kontraktacji nie jest podzielny lub inaczej zastrzeżono w umowie.
Jeżeli w wyniku okoliczności niezawinionych producent nie może dostarczyć przedmiotu kontraktacji jest zobowiązany zwrócić pobrane zaliczki i kredyty bankowe. Nie ma obowiązku zwrotu tego, co dostał w formie świadczeń dodatkowych. W umowie można przewidzieć warunki korzystniejsze dla producenta.
Odpowiedzialność producenta rolnego z tytułu rękojmi za wady fizyczne i prawne przedmiotu kontraktacji regulują przepisy o rękojmi przy sprzedaży z wyjątkiem prawa odstąpienia. Kontraktującemu przysługuje prawo odstąpienia tylko wtedy, gdy wady są istotne.
Odpowiedzialność kontraktującego z tytułu rękojmi za wady fizyczne i prawne środków produkcji regulują przepisy o rękojmi przy sprzedaży. Podobnie jak w przypadku odpowiedzialności producenta rolnego istnieje wyjątek w postaci prawa odstąpienia.
Roszczenia z tytułu umowy kontraktacji przedawniają się z upływem dwóch lat od:
- dnia spełnienia świadczenia przez producenta,
- dnia, w którym świadczenie powinno być spełnione,
- dnia, w którym zostało spełnione ostatnie świadczenie częściowe.

Umowa kontraktacji powinna być zawarta na piśmie dla celów dowodowych.